# 470 Kilia
470 Kilia је астероид главног астероидног појаса. Приближан пречник астероида је 26,39 km,
а средња удаљеност астероида од Сунца износи 2,404 астрономских јединица (АЈ).
Инклинација (нагиб) орбите у односу на раван еклиптике је 7,227 степени, а орбитални период износи 1362,146 дана (3,729 године). Ексцентрицитет орбите астероида износи 0,092.
Апсолутна магнитуда астероида износи 10,07 а геометријски албедо 0,237.
Астероид је откривен 21. априла 1901. године.